# 2114 Wallenquist
2114 Wallenquist este un asteroid din centura principală, descoperit pe 19 aprilie 1976, de Claes Lagerkvist.